# Føniksordenen (Grækenland)
Phønix Ordenen (græsk: Τάγμα του Φοίνικος) er en græsk orden. Den blev indstiftet af Grækenlands republikanske regering 13. maj 1926 til erstatning for den kongelige Georg den I.s Orden, som blev afskaffet ved overgangen til republikansk statsform. Ordenen fik navn efter den mytiske fugl Føniks, som et symbol på republikkens og Grækenlands genfødelse. Phønix Ordenen blev beholdt da Grækenland igen blev et monarki i 1935 og har siden eksisteret under skiftende statsformer og regimer. Under monarkiet var kongen ordenens ordensherre. I dag er republikkens præsident stormester. I det nuværende græske ordensvæsen rangerer  Phønix Ordenen efter Frelserens Orden og Æresordenen, men foran Orden for Gode Gerninger.

## Inddeling
Phønix Ordenen er inddelt i fem klasser:
- Storkors ('Μεγαλόσταυρος')
- Storofficer ('Ανώτερος Ταξιάρχης')
- Kommandør ('Ταξιάρχης')
- Guldkors ('Χρυσούς Σταυρός')
- Sølvkors ('Αργυρούς Σταυρός')

## Insignier
Udformningen af ordenstegnene for Phønix Ordenen har skiftet i perioderne landet har været republik eller monarki. Ved indstiftelsen bestod ordenstegnet af et hvidemaljeret guld kors med svagt udbuede arme og udrundede korsender. Over korsmidten var der placeret en guld Føniks som stiger op af flammerne. En stjerne i guld var placeret over fuglens hoved. Korsarmene var besat med bogstaverne E, T, T og A, for mottoet "Εκ Της Τέφρας Αναγεννώμαι" (jeg genfødes fra asken), også disse i guld. Bagsiden af korset var uden motiver. Ordenstegnet var identisk, men i forskellig størrelse, for de forskellige grader, bortset fra at korset for den laveste grad var i sølv. Ordensstjernen har otte takker og bar Føniks-motivet i midten. Ordensbåndet er mørkegult af farve og har smalle sorte kantstriber.
Da Grækenland i 1935 igen blev et monarki, blev ordenstegnet ophængt i båndet i en kongekrone. Bagsiden af korset fik videre kongens monogram. Ordensstjernen fik en kongekrone placeret over fuglens hoved. Ordenstegnene var ellers uændret. I 1936 blev ordenstegnene imidlertid forenklet, ved at bogstaverne blev fjernet fra korset. I nogle tilfælde mangler stjernen også over fuglens hoved. Ved indstiftelse af en militær afdeling i 1941, fik ordenstegn tildelt for militære fortjenester desuden af korslagte sværd.
I 1975, da Hellas igen blev republik, blev ordenstegnene for Phønix Ordenen modificeret ved at kongekronen blev fjernet og kongemonogrammet fjernet fra korsets bagside. Bagsiden fik i stedet Grækenlands nationalvåben som motiv. Våbnet er omgivet af indskriften "ΕΛΛΗΝΙΚΗ ΔΗΜΟΚΡΑΤΙΑ" (Græske republik). Korset bærer en femtakket guld stjerne øverst på den vertikale korsarm. Ordensstjernen er i sølv og har otte grupper af takker. I midten af stjernen er relieffet med fugl Føniks placeret. Fuglen er i guld.

## Tildeling
Ved indstiftelsen kunne Phønix Ordenen tildeles både grækere og andre landes borgere. Grundloven af 1927 forbød tildeling af ordener til grækere og ordenen blev derefter kun tildelt udlændinge. Ved genoprettelsen af monarkiet i 1935 blev ordenen igen også tildelt græske statsborgere, som belønning for civil eller militær indsats. Der var sat begrensninger på antallet af tildelinger i hver grad. Da der i 1941 blev etableret en egen militær afdeling, blev ordenen tildelt for udvist mod i krig. 
I vore dage tildeles Phønix Ordenen græske borgere som har udmærket sig indenfor offentlig forvaltning, videnskab, kunst og kultur, samt handel, industri og skibsfart. Tildelinger i den militære afdeling, det vil sige med sværd, har ikke fundet sted siden afskaffelsen af monarkiet. Den ordinære, civile udgave af Phønix Ordenen tildeles alligevel militært personel, samt medlemmer af det græske politi, kystvagten og brandvæsenet. Tildeling sker da efter den rang modtageren besidder. Ordenen kan også tildeles udlændinge som har virket til fremme af Grækenland på de nævnte områder. 
Det første storkors af Phønix Ordenen, som blev tildelt efter overgangen til republik i 1975, blev givet til arkæologen Manolis Andronikos som belønning for udgravningerne af Filip 2. af Makedoniens grav ved Vergina.  